# Iglesia de San Lorenzo (Gijón)
La Iglesia de San Lorenzo es un templo católico construido a principios del siglo XX en la calle Cabrales de la ciudad de Gijón (Principado de Asturias, España). El edificio fue proyectado por el arquitecto Luis Bellido y González y es de estilo neogótico.

## Historia
La ceremonia de colocación de la primera piedra tuvo lugar el 23 de agosto de 1896, aunque las obras de cimentación no comenzaron hasta enero de 1897. La consagración del templo se celebró el día 9 de agosto de 1901 y el 10 de agosto, festividad de San Lorenzo, tuvo lugar la inaugruación oficial y solemne con una misa presidida por el obispo Ramón Martínez Vigil y su primer párroco, Ángel Valdés.
El templo sufrió importantes daños durante la Guerra Civil, por lo que tuvo que ser reconstruido. Las obras tuvieron lugar entre 1938 y 1948 según un proyecto de Manuel García Rodríguez. Aunque se siguió con fidelidad la traza y el sistema constructivo original y se utilizaron los mismos materiales, se suprimieron las agujas que remataban las torres de la iglesia.

## Descripción

### Arquitectura
Pese a que la iglesia imita el estilo de las catedrales góticas, Luis Bellido y González no la proyectó exenta sino anexa al resto de edificios. Tiene planta de cruz latina y cuenta con tres naves, de las cuales la central tiene mayor altura y permite la entrada de luz natural.
En el imafronte o fachada principal destacan las dos torres que la flanquean, que están rematadas por pináculos y en las cuales se abren arcos triforados. En el tramo de la fachada situado entre ambas torres se abre se abre un gran rosetón. No es el único con el que cuenta el templo, pues hay otros en la cabecera y los extremos del transepto. La fachada principal cuenta asimismo con una triple portada, quedando la entrada central coronada por un gablete.
Su cabecera es plana y la necesidad de unos servicios de sacristías y despachos llevó a que quedase rodeada por tales dependencias.
En cuanto a los materiales empleados en la construcción de la iglesia, estos fueron: piedra arenisca en las fachadas, mampostería irregular en los muros interiores, rasilla en las bóvedas y hormigón armado en columnas, arcos y nervios.

### Decoración
La fachada principal está decorada por dos escudos: uno el de la ciudad de Gijón y el otro el del obispo Ramón Martínez Vigil.
Todas las ventanas del templo, incluidos los cuatro rosetones, están decoradas con vidrieras. El interior cuenta también con un retablo que adorna el altar mayor y, como el resto de la iglesia, imita el estilo gótico medieval. Este data de mediados del siglo XX y es obra de varios autores, entre los que destaca el escultor y pintor asturiano Joaquín Rubio Camín, quien también realizó una escultura de la Virgen con Cristo resucitado a la que se ha apodado «La madreñona». La iglesia cuenta igualmente con otras imágenes, entre las que destacan una Piedad y un Cristo crucificado, ambas de la misma época que el retablo. La decoración se completa con un viacrucis y varios confesionarios, todos ellos de estilo neogótico.

## Galería

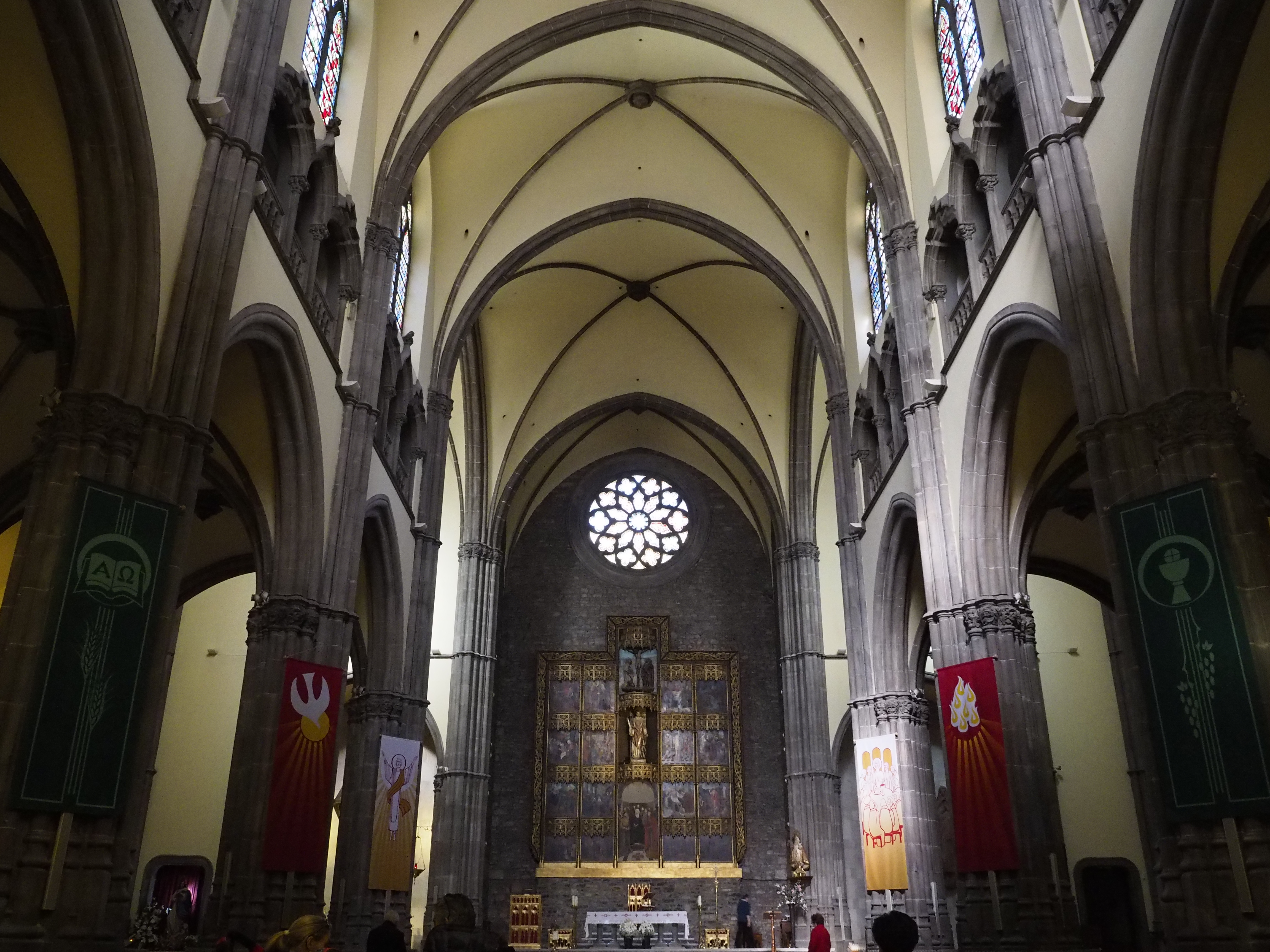
Interior de la nave central.
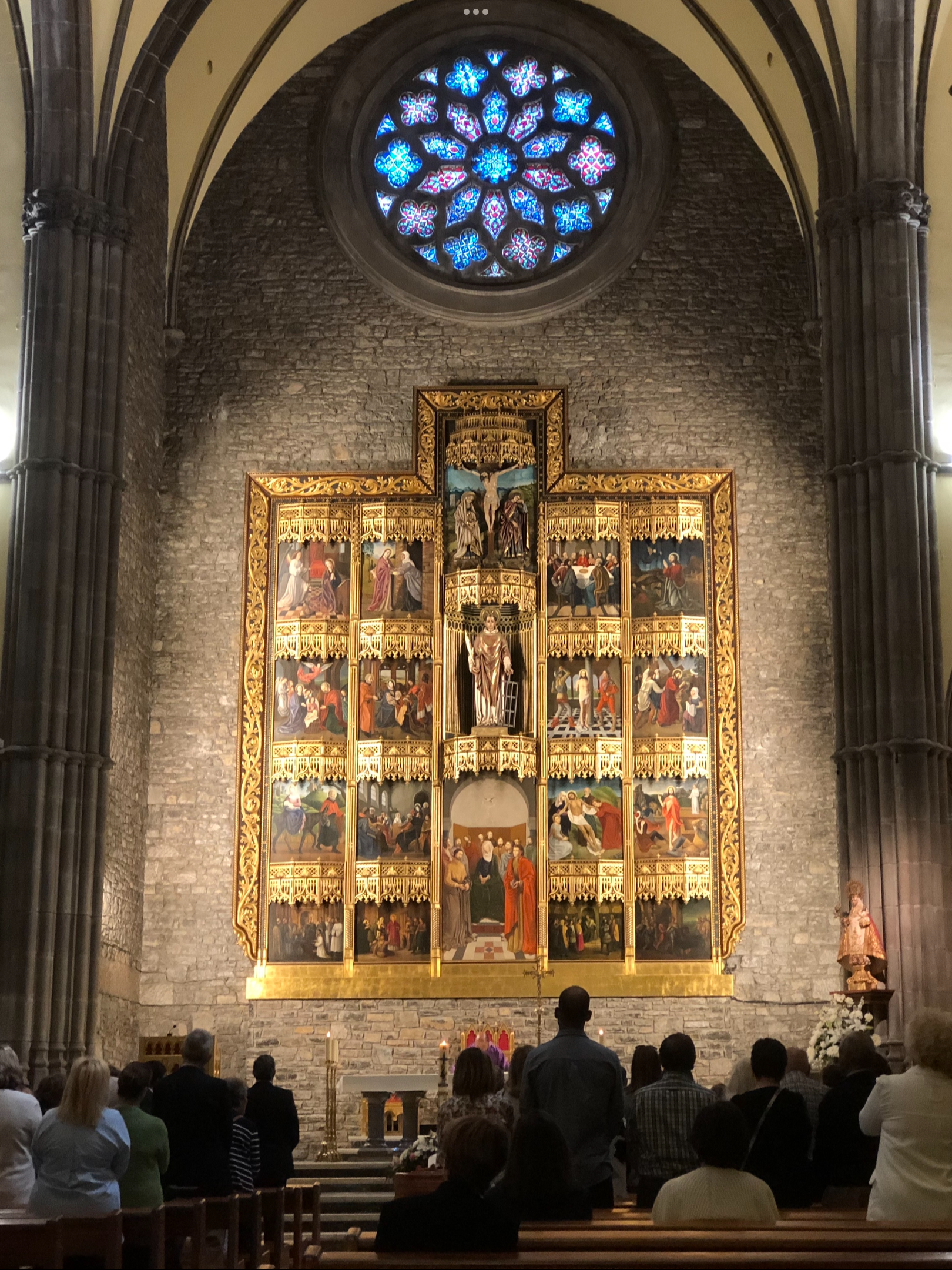
Retablo del altar mayor y rosetón.